# Immunomagnetische Separation
Die Immunomagnetische Separation (IMS) ist ein Laborverfahren, mit dem Zellen effektiv aus Körperflüssigkeiten oder Zellkulturen entfernt werden können. Es kann auch dazu verwendet werden, die Pathogenität von Blut, Nahrungsmitteln oder Fäkalien zu quantifizieren. Mit Antikörper beschichtete paramagnetische Kügelchen binden spezifische Zellkomponenten auf der Wirtsoberfläche und fangen dadurch diese Zellen ein. Anschließend wird ein Magnet an der Außenseite des Testgefäßes angebracht, der die an die Kügelchen gebundenen Zellen anzieht und dadurch aufkonzentriert.
Ein alternatives Trennverfahren ist die Affinitätsmagnetische Separation (AMS), die für die Isolation prokaryotischer Zellen besser geeignet ist.